# Flughafen Phnom Penh

i7
i11
i13

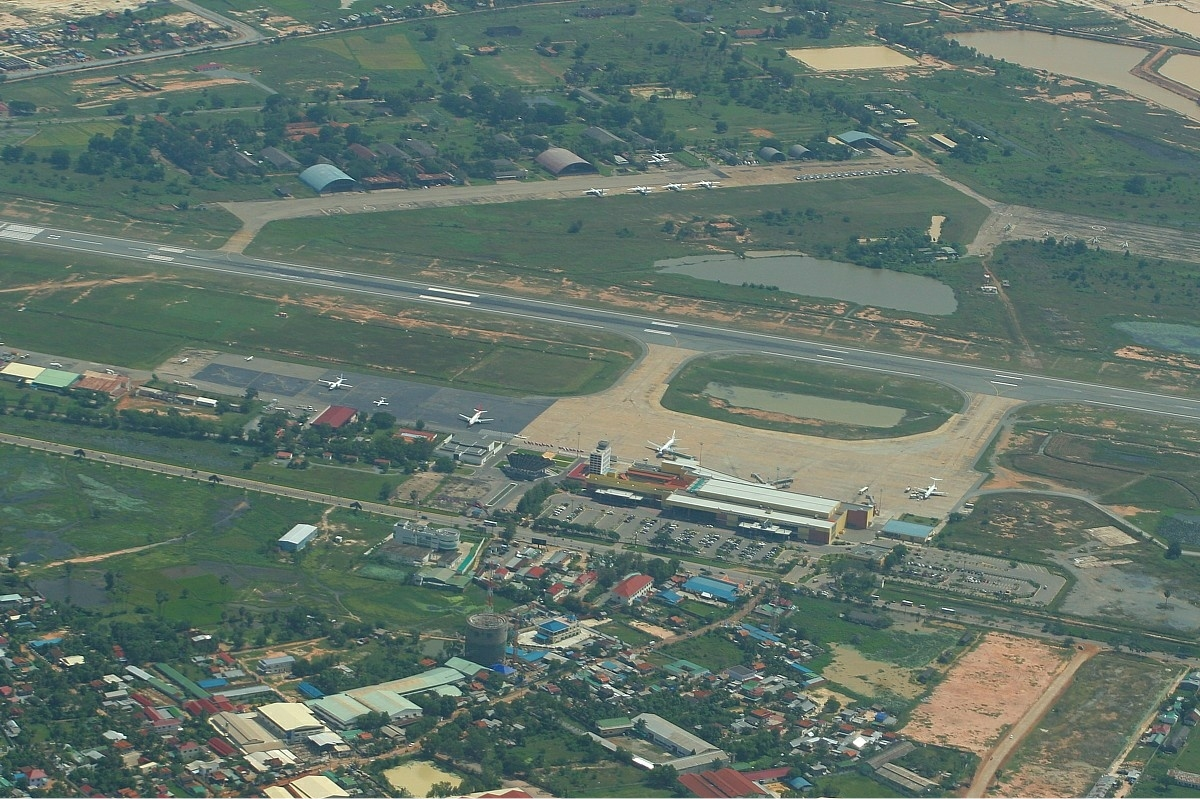
Pochentong International Airport

Der Phnom Penh International Airport (Khmer អាកាសយានដ្ឋានអន្តរជាតិភ្នំពេញ, früher Pochentong International Airport, IATA-Code: PNH, ICAO-Code: VDPP) ist der größte Flughafen Kambodschas. Er liegt im Westen der Hauptstadt Phnom Penh.

## Zwischenfälle
- Am 10. Juni 1973 wurde eine Convair CV-440, die von einer US-amerikanischen Gesellschaft für Air Cambodge (Luftfahrzeugkennzeichen N999JZ) betrieben wurde, auf dem Flughafen Phnom Penh-Pochentong irreparabel beschädigt. Über Personenschäden ist nichts bekannt.[2]

- Am 15. Dezember 1973 brach an einer Curtiss C-46 Commando der laotischen Air Union (Laos) (XW-PKK) bei der Landung auf dem Flughafen Phnom Penh das Fahrwerk zusammen. Das Flugzeug wurde irreparabel beschädigt. Es gab keine Todesfälle.[3]

- Im Jahr 1974 (genaues Datum unbekannt) wurde eine Convair CV-340-49 der US-amerikanischen Tri-9 Corporation (N18837) auf dem Flughafen Phnom Penh-Pochentong zerstört. Nähere Einzelheiten sind derzeit nicht verfügbar. Über Personenschäden ist nichts bekannt.[4]

- Am 26. August 1974 wurde eine Curtiss C-46F-1-CU Commando der US-amerikanischen Tri-9 Corporation (N9760Z) auf dem Flughafen Phnom Penh am Boden bei einem Raketenangriff zerstört. Über Personenschäden ist nichts bekannt.[5]

- Im März 1975 (genaues Datum unbekannt) verunglückte eine Vickers Viscount 806 der Royal Air Lao (XW-TDN) beim Startversuch auf dem Flughafen Phnom Penh-Pochentong. Ein Mensch ohne Pilotenlizenz hatte versucht, mit der Viscount zu starten. Alle 4 Insassen wurden getötet.[6]

- Am 10. April 1975 wurde eine Douglas DC-4/C-54A-5-DO der Royal Air Lao (XW-PKH) auf dem Flughafen Phnom Penh bei einem Angriff von Terroristen der Roten Khmer zerstört. Über Personenschäden ist nichts bekannt.[7]

## Airport-Shuttle
Von 2018 bis 2020 verkehrten alle 45 Minuten Shuttlezüge zwischen Flughafen und dem Bahnhof von Phnom Penh. Die Fahrt dauerte rund 30 Minuten.
Während der Covid-Pandemie wurde die Bahnlinie geschlossen und seitdem nicht wiedereröffnet. Es ist nicht bekannt, ob und wann sie wieder geöffnet wird.

## Techo International Airport
Im Januar 2018 genehmigte die kambodschanische Regierung einen Vorschlag zum Bau eines neuen Flughafens als Ersatz für den Flughafen Phnom Penh. Nach Schätzungen belaufen sich die Kosten auf 1,5 Milliarden US-Dollar. Erste Pläne sehen vor, den Bau auf teilweise aufgeschüttetem Land neben dem Boueng Cheung Loung, einem großen See in der Provinz Kandal, etwa 30 Kilometer südlich von Phnom Penh, zu errichten.
Cambodia Airport Investment, ein Joint Venture das zu 90 Prozent der Overseas Cambodia Investment Corporation (OCIC), einem der größten Immobilienentwickler des Landes, und zu 10 Prozent dem Staatssekretariat für Zivilluftfahrt der Regierung gehört, plant 1,5 Milliarden US-Dollar für den Bau des neuen Flughafens zu investieren. Die OCIC wird 280 Millionen US-Dollar investieren, während nicht näher bezeichnete „ausländische Banken“ 1,1 Milliarden US-Dollar zur Finanzierung bereitstellen werden. Die OCIC wird 90 Prozent der Anteile am fertiggestellten Flughafen halten, der Rest geht an das State Secretariat of Civil Aviation (SSCA).
Der Flughafen wird in der Lage sein, im 24 Stunden Betrieb Groß- und Langstreckenflugzeuge abzufertigen. Auf einer Fläche von rund 2.600 Hektar zählt er damit zu einem der größten Flughäfen der Welt.
Mit Stand vom September 2021 sind circa 25 % fertiggestellt. Ende März 2023 waren es über 44 %.